# Gare de Landskouter
La gare de Landskouter (station Landskouter en néerlandais) est une halte ferroviaire belge de la ligne 122 de Melle à Grammont située à Landskouter dans la commune d'Oosterzele en région flamande dans la Province de Flandre-Orientale.
C’est une halte voyageurs de la Société nationale des chemins de fer belges (SNCB) desservie, uniquement en semaine, par des trains Suburbains (S52) et d’Heure de pointe (P).

## Situation ferroviaire
Située au point kilométrique (PK) 2,8 de la ligne 122 de Melle à Grammont, elle est établie entre les gares ouvertes de Gontrode et de Moortsele.

## Histoire
Contrairement à la plupart des arrêts de l’actuelle ligne 122 qui étaient autrefois de véritables gares avec guichet, chef de gare et cour à marchandises, Landskouter a toujours disposé d’une simple halte sans bâtiment.
Avant 2006, la desserte était réduite à une poignée de trains, désormais, tous y marquent l’arrêt et, depuis 2021, il n’y a même une desserte les week-ends et jours fériés.

## Service des voyageurs

### Accueil
Halte SNCB, c'est un point d'arrêt non géré (PANG), à accès libre. Elle dispose de deux quais en gravier. La traversée se fait par le passage à niveau.

### Desserte
Lanskouter est desservie, toutes les heures, par des trains Suburbains (S52) de la SNCB (voir brochure SNCB de la ligne 122).
En semaine, Landskouter voit s'arrêter :
- des trains S52 entre Gand-Saint-Pierre et Grammont ;
- deux trains P entre Renaix et Grammont (le matin, retour l’après-midi) ;
- un train P entre Grammont et Audenarde (le matin, retour l’après-midi).

Les week-ends et jours fériés, la desserte est uniquement constituée des trains S52 entre Gand-Saint-Pierre et Grammont.

## Comptage voyageurs
Le graphique et le tableau montrent le nombre de passagers qui en moyenne embarquent durant la semaine, le samedi et le dimanche.
| Nombre de voyageurs qui embarquent à la gare de Landskouter | Nombre de voyageurs qui embarquent à la gare de Landskouter | Nombre de voyageurs qui embarquent à la gare de Landskouter | Nombre de voyageurs qui embarquent à la gare de Landskouter |
|                                                             | Semaine                                                     | Samedi                                                      | Dimanche                                                    |
| ----------------------------------------------------------- | ----------------------------------------------------------- | ----------------------------------------------------------- | ----------------------------------------------------------- |
| 1977                                                        | 50                                                          | 3                                                           | 3                                                           |
| 1978                                                        | 52                                                          | 5                                                           | 4                                                           |
| 1979                                                        | 51                                                          | 7                                                           | 8                                                           |
| 1980                                                        | 52                                                          | 3                                                           | 4                                                           |
| 1981                                                        | 66                                                          | 12                                                          | 9                                                           |
| 1982                                                        | 77                                                          | 13                                                          | 11                                                          |
| 1983                                                        | 65                                                          | 9                                                           | 9                                                           |
| 1984                                                        | 89                                                          | 7                                                           | 8                                                           |
| 1985                                                        | 80                                                          | 7                                                           | 6                                                           |
| 1986                                                        | 38                                                          | -                                                           | -                                                           |
| 1987                                                        | 74                                                          | -                                                           | -                                                           |
| 1988                                                        | 32                                                          | -                                                           | -                                                           |
| 1989                                                        | 32                                                          | -                                                           | -                                                           |
| 1990                                                        | 31                                                          | -                                                           | -                                                           |
| 1991                                                        | 30                                                          | -                                                           | -                                                           |
| 1992                                                        | 20                                                          | -                                                           | -                                                           |
| 1993                                                        | 24                                                          | -                                                           | -                                                           |
| 1994                                                        | 23                                                          | -                                                           | -                                                           |
| 1995                                                        | 15                                                          | -                                                           | -                                                           |
| 1996                                                        | 21                                                          | -                                                           | -                                                           |
| 1997                                                        | 16                                                          | -                                                           | -                                                           |
| 1998                                                        | 22                                                          | -                                                           | -                                                           |
| 1999                                                        | 19                                                          | -                                                           | -                                                           |
| 2000                                                        | 15                                                          | -                                                           | -                                                           |
| 2001                                                        | 16                                                          | -                                                           | -                                                           |
| 2002                                                        | 26                                                          | -                                                           | -                                                           |
| 2003                                                        | 22                                                          | -                                                           | -                                                           |
| 2004                                                        | 28                                                          | -                                                           | -                                                           |
| 2005                                                        | 38                                                          | -                                                           | -                                                           |
| 2006                                                        | 36                                                          | -                                                           | -                                                           |
| 2007                                                        | 55                                                          | -                                                           | -                                                           |
| 2008                                                        | -                                                           | -                                                           | -                                                           |
| 2009                                                        | 80                                                          | -                                                           | -                                                           |
| 2010                                                        | -                                                           | -                                                           | -                                                           |
| 2011                                                        | -                                                           | -                                                           | -                                                           |
| 2012                                                        | 67                                                          | -                                                           | -                                                           |
| 2013                                                        | 69                                                          | -                                                           | -                                                           |
| 2014                                                        | 87                                                          | -                                                           | -                                                           |
| 2015                                                        | 73                                                          | -                                                           | -                                                           |
| 2016                                                        | 66                                                          | -                                                           | -                                                           |
| 2017                                                        | 89                                                          | -                                                           | -                                                           |
| 2018                                                        | 80                                                          | -                                                           | -                                                           |
| 2019                                                        | 87                                                          | -                                                           | -                                                           |
| 2020                                                        | 46                                                          | -                                                           | -                                                           |
| 2021                                                        | -                                                           | -                                                           | -                                                           |
| 2022                                                        | 74                                                          | 40                                                          | 21                                                          |
| 2023                                                        | 73                                                          | 25                                                          | 25                                                          |
| 2024                                                        | 62                                                          | 13                                                          | 22                                                          |